# ピュア・トランス
『ピュア・トランス』（英字表記：PURE TRANCE）は、水野純子による少女漫画。
Avex traxのCD、『PURE TRANCE』のvol.11-20のブックレットに掲載された後、イースト・プレスより単行本として刊行されている。
最後の世界大戦で荒廃したために人類が移住した地下世界を、延命カプセル「ピュア・トランス」による過食症の治療施設「センター102」の院長や看護婦を中心に描く。作者独自のかわいらしく、かつグロテスクな表現が特徴。単行本は全1巻で、水野純子のデビュー作。
主要な登場人物は全員女性であり、男性はほとんど登場しない。皆愛らしく描かれてはいるが、グロテスクな描写が数多くあり、そのインパクトの大きさから一部で人気を博している。

## あらすじ
人造生物を簡単に作り出せるほどに科学が発達した未来。最後の世界大戦で地上は荒廃し、人々は地下に生活するようになった。食糧不足を解消するために栄養補給カプセルとして「ピュア・トランス」が開発されたが、これによる女性の過食症が社会問題となっていた。
過食症治療施設であるセンター102の看護婦・鈴木香織は、院長の山崎蛍子に反抗したことで監禁される。ロボットの助けで患者と地上へと脱出したものの、結局連れ戻されてしまう。鈴木は結局院長に殺害され、かつて鈴木と共に脱出した患者、赤坂ユキ・ミキの双子は、院長への復讐を企てる。

## 登場人物
看護婦は大抵「名+ナース」という呼び方をされている（例：香織ナース）。
山崎蛍子
センター102の院長。非常にサディスティックで、過食症治療薬「液体リンゴ」中毒。動物の肉を渇望しており、闇肉に手を出しているほか、終いにはネズミさえも口にする。美容整形を繰り返しており、誰も実年齢を知らない。登場するなり「家族にバレないうちに（死亡した患者を）燃やしちゃえ！」と言い放ったり、手術中に患者の体内にエロ本を入れたり、行動はあまりに常軌を逸している。ただしセンターの中で手術の腕は一番である。格闘にも長けている。幼い子供を剥製にしようとするなど、冷酷と言うよりむしろ自分以外の生命体を何とも思っていないといった様子である。漫画191ページの中で2人を殺害。また過失と判断ミスで患者4人を死亡させており、実際には被害者は他にも多くいるとみられる。結局殺人罪で逮捕され、鈴木香織殺害の仇討ちに遭う。
鈴木香織
センター102の看護婦の中で最も主要なキャラクター。恵まれた家庭で育ち、真面目で立派な模範的看護婦。センターでの手術の腕前は院長に次ぐ。腰まで伸びる黒のロングヘア。横暴な院長に力強く立ち向かう。患者など誰かが死ぬと、喪に服する意味で黒い制服を着る。院長による暴行は日常茶飯事であったが、院長が過失で患者を死亡させたときに殴りかかったことで返り討ちに遭い監禁される。患者と共に地上への脱出を果たし、地上でリカ・ユキ・ミキ・ユリコを育てる。しかし後に連れ戻され、院長により毒殺される。
愛子
子供好きな看護婦で、育児係。常に授乳ができるという特異な体質を持つ。手芸が得意。色々な施設に勤めた後、センター102にやってきて早速院長の暴行に遭い続ける。子供の患者をいじめた院長の人造ナースを咎めたため、院長に殺害される。
雅子
物語の中盤から登場する、新入り看護婦。髪形は三つ編みで、天才的な頭脳を持つ。改造した占いマシーンでよく当たる占いをする。父親から格闘技を習ったため、院長と互角に渡り合う。地上の動物を食べることで回復した過食症患者をヒントに、過食症特効薬「マサコ102」を開発し、女神と称えられる。
橋本ルリ子
黒髪ツインテールの看護婦。登場人物の中で唯一誕生日が分かる（3月2日）。マサコ102の開発後センターが用無しとなったため、ナース仲間と共にパチンコ店を開業する。
清美
東京都から派遣された看護ロボット。院長よりもはるかに人間らしい温かい感情を持ち、患者の評判も良い。鈴木の地上脱出の手助けをする。センター102には他に同型で色違いの「あざみ」がいる。
黄味子
池袋格闘技学園の卒業生で、学生時代は学園最強の番長だった。その後院長に恐喝され、センター102の警備員を務める。実際には院長の付き人的な役割。左頬や足など全身に傷跡があるが、ほとんどは「かっこいいから」という理由で自らつけたもの。アイドルであるセイコの大ファン。竹子・梅子と共に地上へ脱出した鈴木たちを連れ戻すように院長に命じられる。
竹子・梅子
鈴木に殴られた後に、人間の看護婦の代わりとして院長が自ら作った人造人間。竹子は膝近くまで伸びるツインテールで、冷静な性格。梅子は黒髪を団子状にまとめていて、ちょっと甘えた性格をしている。共に極めて優秀な看護婦で、院長に従順。黄味子と地上へ行き、鈴木を連れ戻すことに成功する。院長が逮捕された後は「ナースBAR　やすらぎ」に雇われ、後に二人同時に妊娠（単為生殖）。物語の最後で同時に双子のように似た女児を産む。
セイコ
地下世界のアイドルで、17歳。日に5回もコンサートを行い、毎回満員になるほどの人気を誇った。理想とは異なるアイドル生活に嫌気が差し、地上に行く。見たこともない生物がひしめく地上でたくましく生き延び、後に地上へと逃げてきた鈴木や、それを追う黄味子と出会う。
以下の4人は母親が過食症だったため、人工子宮で成長した（その後母親は全員院長の過失で死亡）。後に鈴木と共に地上へ脱出する。
蜜橋リカ
母親は蜜橋魔子。無口だが地上の生物にもてる。地面につくほど長い髪にたくさんの飾りをつけている。地上生物「脳さん」との間に娘・ユカを儲け、これをユリコに託す。ユカ出産時に力尽きた事で人間としての肉体を失い、自らも脳さんになり果て、ユリコ達の元を去る。
赤坂ユキ・ミキ
母親は赤坂ミカ。双子（一卵性と見られる）。魔力を持ち、胎児の頃から妖精を操る。鈴木が毒殺されるのを魔力で見てからは急激に衰弱した。予知夢で自らの死が迫っていることを悟り、ユリコと魔術で合体する。
島森ユリコ
母親は島森雪代。物語後半では実質的に主人公の役回り。弓の名人で、地上に脱出してからは食料の調達を行う。香織没後は体が弱いユキ・ミキ・リカに代わって家事全般もやっていた様子。（他3名にも共通しているが、）自分達を養育した香織を成長後も慕っており、ユキ・ミキと合体して超人的な力を手に入れ、リカから託されたユカに弓の技術を教え込み、香織の仇である院長への復讐を果たした。
ユカ
リカと脳さんの間に生まれた。外見は人間と変わらないが、誕生時より二足歩行し、脱皮して成長する。ユリコから習った弓で、院長の殺害に成功する。

## 補足
世界大戦
詳細は不明だが、生物兵器が使用されて地上は人間が住めないほど荒廃した。物語の53年前のことである。
地上世界
人間が地下に移住してから、生物は多様な進化を遂げた。また取り残された一部の人間も「脳さん」（人間の脳、背骨、眼球だけの生物。有性生殖できるらしい）に進化したと見られる。完全に破壊し尽くされたわけではなく、一部建造物は残っている。
地下世界
地上を捨てた人類が移住した。地下といっても薄い天井を破れば地上が見えるため、それほど地下深くにあるわけではない。物語に描かれているのは東京都で、地下にドームを築いてその中に人々が生活している。原宿・池袋などの地名や、都知事も存在する。道路は狭いらしく、自動車はほとんど走っていない。専ら電車が利用されている。また肉食禁止令が出されている。通気孔で地上と繋がっておりここから脱出できるが、地上へ行くことは禁止されている。後に探検家が地上の生物は危険でなく、むしろ利用すべきと提案したことで、取り壊しが始まる。ドームは他にも数多くあるだろうが、物語中では描かれない。
センター102
栄養補給カプセル「ピュア・トランス」による過食症の治療施設。他にもセンター052がある。特効薬「マサコ102」の開発後は完全に存在意義を失い、次々に取り壊されている。